# وايلد فاير
وايلد فاير (بالإنجليزية: Wild Fire)‏ هي فرقة روك أمريكية أُسست في بيلوكسي، مسيسيبي في 5 نوفمبر 2015. تتكون الفرقة من أربعة أعضاء: زاك ساوير (مغني و عازف الكيبورد)، تايلر روبيرتز (عازف الإيتار)، تايلر ڤاس (عازف البيس) وكامرون آليدون (عازف الطبل). أصدرت الفرقة ألبومها الأول ريڤولت في 23 مايو 2017. تأثرت موسيقى الفرقة بأعمال كورن وسيفينداست وأفنجد سفن فولد.

## روابط خارجية
- وايلد فاير على موقع ميوزك برينز (الإنجليزية)